# アスベスト問題
アスベスト問題（アスベストもんだい）は、石綿（アスベスト）による塵肺、肺線維症、肺癌、悪性中皮腫などの人体への健康被害問題のことを指す。
アスベストは、耐熱性、絶縁性、保温性に優れ、断熱材、絶縁材、ブレーキライニング材などに古くから用いられ、「奇跡の鉱物」と重宝されてきた。しかし、高濃度長期間暴露による健康被害リスクが明らかになったことで、アスベスト含有製品の生産や建設作業（アスベストの吹きつけ）に携わっていた作業従事者の健康被害が問題となり、「静かな時限爆弾」と呼ばれるようになった。
日本においては、アスベスト含有製品生産や建設作業に携わっていた作業者の健康被害に対する補償が行われてきたが、2005年（平成17年）にアスベスト含有製品を過去に生産していた工場近辺における住民の健康被害が明らかになったことで、医療費等の支給など救済措置のための法律が制定されることになった。
また、アスベスト製品がほぼ全廃された現在においても、吹きつけアスベスト、アスベストを含む断熱材などが用いられた建設物から、解体時にアスベストが飛散することについても問題とされることがある。

## 概要
アスベストが肺癌の原因となる可能性があることは1938年にドイツの新聞が公表した。ドイツはすぐに対応し、アスベスト工場への換気装置の導入、労働者に対する補償を義務づけた。しかし、戦時中の研究は第二次世界大戦後、無視されていた。
空気中の大量のアスベストが人体に有害であることを指摘した論文は、すでに1964年の時点で公開されている。
アスベストの製造物責任を世界で最初に追及されたのは、世界最大のアスベストメーカーであったアメリカのジョンズ・マンビル社である。1973年に製造者責任が認定されると、類似の訴訟が多発し、1985年までに3万件に達した。マンビル社自体も1981年の段階で被害者への補償金額が3,500万ドルを超えた。更に同社だけで2万件近い訴訟の対象となり、最終的な賠償金の総額が20億ドルに達することが推定できた。このため、同社は1982年に連邦倒産法第11章（日本の民事再生法に相当）を申請し倒産した。このような動きを受け、世界的にアスベストの使用が削減・禁止される方向にある。
日本では1975年（昭和50年）9月に吹き付けアスベストの使用が禁止され、1985年（昭和60年）には石綿セメント管の製造が終了した。その後、労働安全衛生法において作業環境での濃度基準、大気汚染防止法で特定粉じんとして工場・事業場からの排出発基準を定めるとともに、廃棄物の処理及び清掃に関する法律で、飛散性の石綿の廃棄物を一般の産業廃棄物よりも厳重な管理が必要となる特別管理産業廃棄物に指定し、アスベストによる飛散防止や健康被害の予防を図っている。なお、2004年（平成16年）までには、石綿を1%以上含む製品の出荷が原則禁止され、2005年（平成17年）には、関係労働者の健康障害防止対策の充実を図るため、石綿障害予防規則が施行された。
2005年にはアスベスト原料やアスベストを使用した資材を製造していたニチアス、クボタで製造に携わっていた従業員やその家族らが相次いで死亡していたことが報道された。クボタについては工場周辺の住民も被害を受けているとの報道もあった。その後も、造船や建設、運輸業（船会社、鉄道会社）などにおける石綿作業者の健康被害が報じられ、2005年7月29日付けで厚生労働省から1999年度（平成11年度）から2004年度（平成16年度）までの間に、全国の労働基準監督署において石綿による肺癌や、中皮腫の労災認定を受けた労働者が所属していた事業場に関する一覧表が公表された（外部リンク参照）。
日本政府は2005年6月にクボタ旧神崎工場（兵庫県尼崎市）で周辺の一般住民に被害が及んだと言われたことを重視して新法成立を推進。参議院本会議は2006年2月3日、「石綿による健康被害の救済に関する法律」と被害防止のため石綿の除去を進める関連3法（改正法）を自民、公明などの賛成多数で可決・成立した。
建造物の中に含まれたアスベストは、将来解体されるときに排出されることになる。環境省では、建築物の解体によるアスベストの排出量が2020年（令和2年）から2040年（令和22年）頃にピークを迎えると予測している。年間100万トン前後のアスベストが排出されると見込まれ、その対応を懸念する声もある。
建築物や建設資材以外では、豆炭を用いるあんか(豆炭あんか)の断熱材として石綿が使用された製品が過去に存在していた事が知られており、2017年（平成29年）には大阪府豊中市に存在した豆炭あんか工場で、昭和30年代末に働いていた元従業員のアスベストによる健康被害が国家賠償訴訟で正式に認定された。なお、豆炭及び豆炭あんかの製造販売に現在も関わっている日本練炭工業会所属の大手5社については、創業当時よりロックウール及びガラス繊維のみを用いており、今日市場に流通する豆炭あんかや豆炭炬燵には、アスベストを使用した製品は流通していないとされる。
また、鉄道貨物輸送に使われるコンテナにもアスベストが使用されたことが2018年に入り発覚している。
これらのコンテナは倉庫などに使用する目的で一般にも販売されており、JR貨物ではコンテナを補修・改造・廃棄・解体する際には、自身の手で行わず専門業者に依頼するよう呼びかけている。

## アスベストによる健康上のリスク
アスベストはWHOの付属機関IARCにより、発癌性がある(Group1)と勧告されている。アスベストは、肺線維症、肺癌の他、稀な腫瘍である悪性中皮腫の原因になるとされている。
500本／リットル濃度で存在する環境下で50年間労働することにより、肺がんのリスクが2倍になるとされる。また、非喫煙者アスベスト暴露で肺がんのリスク5倍、喫煙者アスベスト非暴露ならリスク11倍であるが、喫煙者アスベスト暴露でリスク54倍と喫煙による相乗作用も指摘されている。アスベストによる肺がんリスクより、喫煙による肺がんリスクの方が2倍も高いことから、アスベストによる肺がん認定を難しくさせている。

### スタントン・ポット仮説
人間の肺の肺胞は気管支の先端にあり、直径が 200-300μmの風船状をしている。気管支から肺胞への入口が直径数十μmと小さく、肺胞の中に入ったアスベスト繊維が自然に出ることが難しい。肺胞に入った繊維状の物のうち、生物由来の有機物である、綿、羊毛、紙などは、肺胞の中にいる白血球の一種マクロファージ(アメーバ状をした食細胞)によって分解される。しかし、アスベスト（とくに青石綿と茶石綿）はマクロファージによって分解出来ず異物として認識され、鉱物繊維の周囲を取り囲んだマクロファージが死滅する。スタントンやポットらによって、ラットの腹部に様々な繊維を入れて発癌性を調べられた。発ガン性は、繊維状粒子の形状、体内残留性、物質の表面活性の3つが大きく影響しているとわかった。スタントン達の研究論文によると、ファイバーの直径が0.25μmより細く長さが8μmより長い繊維状粒子の発ガン性が強いという成果が発表されている。これを「スタントン・ポット仮説」と言う。北米大陸では、「スタントン仮説」と言う場合もある。IARCでは、繊維物質の異物に対する作用に伴って炎症性細胞から遊出される活性酸素種によってDNAの損傷を引き起こす。その結果として発がん性が生じるとし、抗酸化作用とDNA修復の面から健康リスクには閾値があると考えている。

### 飲料水中のアスベスト
石綿を使用した水道管（石綿セメント管）からの剥離などを由来として、石綿が水道水に混入することがある。ただし飲み水として経口摂取した際の健康への害は明らかになっておらず、粉塵として吸入摂取した場合と比べて危険性は低いと考えられている。WHOでも、飲料水中のアスベストの経口摂取が健康に影響を及ぼすとのエビデンスはなく、基準値（一日摂取許容量など）の設定は必要ないとしている。
日本でも1950年代から1960年代にかけて石綿管が使用され、原水よりも高濃度の石綿が検出されたことがあったが、1980年代での調査ではアメリカ合衆国環境保護庁が設定した基準値（710万本／リットル）を下回っており、日本政府も問題はないとの見解を示している。また日本では石綿管は製造中止となり、交換が進んでいる（2003年時点で水道管総延長の3.2%）。大阪市など地方公共団体は、水道水中のアスベスト数についての公表はしていない。

## 空気中濃度
アスベストは浮遊粉塵であると同時に繊維物質であるので、単位は本(f)で表される。
空気中のアスベスト濃度の調査方法は、空気を一定時間機械で吸い込み、フィルターを通して、フィルターにたまったアスベストの繊維を顕微鏡を使い、人の目で本数を数える。各企業、各自治体では、小学校の屋上、吹きつけアスベストを使った部屋などの空気中のアスベスト検査を検査会社等に委託して、検査している。

### 法定基準

#### 大気汚染防止法に基づく工場付近の石綿粉じん管理濃度
- 10本／リットル＝1万本/立方メートル＝0.01本/立方センチメートル

1989年に行われた大気汚染防止法の改正で、大気中アスベスト敷地境界基準は10本/1リットル以下を遵守することと定められた。この数値は、世界保健機関 (WHO) が1986年に出した「環境保健クライテリア53」の中で、都市部の一般大気中の濃度が1リットル中1 - 10本で健康へのリスクが著しく低いとしたことから決められた。また、アメリカが米国アスベスト対策法で定める数字と同じである。

#### 労働安全衛生法に基づく工場内石綿粉じん管理濃度
- 15万本/立方メートル＝0.15本/立方センチメートル＝150本/リットル

2004年（平成16年）10月1日厚生労働省告示第369号による。

## 家族及び周辺住民の健康被害への対応（石綿救済法）
アスベストによる健康被害は労働者だけではなく、その家族やアスベスト関連事業所周辺の住民にも被害が及んでいた疑いも持たれ、近隣住民の被害、政府の規制遅れが大きな問題となっていた。2005年8月26日、政府は関係閣僚会議を開き、アスベスト健康被害者救済の特別立法制定を正式に決定した。
この石綿による健康被害の救済に関する法律（石綿救済法）は、2006年（平成18年）2月10日に公布、3月27日に施行された。これにより、アスベストによる健康被害を受けた患者や死亡者に対して医療費や弔慰金などを支給される。給付額は政令により定められ、死亡した被害者の遺族には特別弔慰金280万円と葬祭料約20万円の計約300万円、治療中の被害者には医療費の自己負担分と月額約10万円の療養費の給付などが可能となった。
しかし生前に認定の申請が行われていなければ、救済支給はされないことなど、全ての被害者を救済するものになっていない。対象疾病の範囲が狭く、主に青石綿の吸引で起こる中皮腫と肺癌を救済の対象にしているものの、石綿肺やびまん性胸膜肥厚については2010年（平成22年）7月1日になってようやく著しい呼吸機能障害を伴うものにかぎり対象となった。他、診察した医師により検査結果が異なる場合も多々あり、石綿による健康被害であることを主治医が否定した場合などには、労災認定を受けられなくなるケースもある。

### アスベスト被害が心配な人のレントゲン無料検査
大阪市、尼崎市などはアスベストを吸った心配のある人にはレントゲン写真を無料で撮る検診サービスを実施している（肺の組織を採ってアスベストの確認をするわけではない）。
工場等で大量のアスベスト等の粉塵が舞う中での長期間の作業は健康上良くないのは、レントゲン検査で影が映ることから、以前から知られている。昔の労働者は貧しく仕方が無いと諦めるのが一般的であったが、今では人々の生活が向上し寿命が延び、健康に関心が集まり、アスベストは大きな社会問題になっている。

## 建築物の解体に伴い発生するアスベストの危険性
アスベストによる被害者の多くは、アスベスト製造工場の粉塵の中で長期間労働した人やその家族、またアスベストを取り扱う工場の近くに在住していた人である。アスベストの製造が禁止された現在の日本ではこの問題は無くなったと言われている。
残された大きな問題は、古い建造物の中に大量にアスベストが含まれ、将来解体するときアスベスト粉塵を長期間吸う労働者に健康被害が発生する懸念である。アスベストは建造物が解体されるか、崩壊しない限り危険性はないと言われる。通常、アスベストを含んだ建材は粉砕しないと空気中には飛散しないためである。他方、アスベスト吹き付け工事直後や解体工事時には多量のアスベストが飛散する恐れがあり、一連のアスベスト騒動で心配になったからといって、性急に除去工事を行うことは危険性を助長させる恐れがある。学校・病院等公共建造物ではアスベストの撤去作業を進めているが、解体作業者の安全性を考えると、撤去した方が安全なのか、そのまま撤去しない方が安全なのか議論の分かれるところである。学校等の解体作業者が20～40年後の将来、中皮腫になる事についての懸念が持たれている。

### 災害とアスベスト
災害や破壊行為で壊れた建物のアスベスト被害が確認されている。
- 阪神・淡路大震災 - 1995年（平成7年）1月17日発生
- アメリカ同時多発テロ事件 - 2001年9月11日発生。約20年経過した時点で4000人以上がアスベストによる被害で死亡したとする推計がある[19]。
- 東日本大震災 - 2011年（平成23年）3月11日発生
- 熊本地震 - 2016年（平成28年）4月14日発生

### アスベストの無害化技術
有害なアスベストを無害化する研究が盛んに行われている。建築物の壁などに断熱材などとして吹きつけられた繊維状の飛散性アスベストについて、壁から剥離しない状態で赤外線によって短時間で加熱することで溶融無害化する技術について産業技術総合研究所が2008年に発表しており、3年後の実用化を目指している。
水溶液に白石綿、青石綿、茶石綿などのアスベスト（石綿）を混合したものを、その混合液を含む容器の外部からの放射線照射により、混合液中に誘起される酸化還元反応を利用して、構造破壊にともなう非針状化・分解を促進して、アスベストの無害化する処理を行う技術について、日本原子力研究開発機構が発表している。( アスベスト処理方法及び処理装置、水素生成方法及び生成装置、重金属処理方法及び処理装置 )

### アスベストの代替製品の安全性
脱アスベストとして開発されたアスベスト代替製品についても、発癌性の危険を指摘する声がある。一般的なグラスウールやロックウールについては、比較的安全性が高いとされるものの、マイクログラスウールやセラミックファイバー、チタン酸カリウムウィスカなどについては、発癌性が疑われている。鉱物性繊維は、その成分には関係なく、（1）繊維が細いこと、（2）肺胞内マクロファージの貪食作用に耐えるという2点に合致することで発癌性を持つ。アスベストは上記2点に合致するために高い発癌性を及ぼすが、同様に他のアスベスト代替材料についてもこれらの条件に合致する素材については規制すべきという声がある。

## 防護
アスベストを扱う現場では、防塵マスク、保護衣類、高性能エアフィルター（HEPAなど）を有する真空掃除機や負圧除塵機などを用いるよう定められている。防塵マスクは、微粒子の除去率ごとに、1(80%)、2(95%)、3(99%)に区分され、2(95%)以上のものが疾病予防のために使用されている。飛散の危険が大きい作業ほど高性能な防塵マスクが求められている。
自然災害、工場の爆発事故、不適切な建物の解体などによって、アスベストはしばしば飛散する。東日本大震災では、しばしば被災地の倒壊した建物やガレキからアスベストが発見され、災害ボランティアや被災地の住民には防塵マスクの使用が呼びかけられた。

### 政府
- 首相官邸: アスベスト問題
- 厚生労働省: アスベスト（石綿）情報
- 厚生労働省: アスベスト（石綿）についてQ＆A
- 国土交通省: アスベスト問題への対応
- 環境省: 石綿（アスベスト）問題への取組
- 文部科学省: アスベスト対策への取組